# تپی (کازبگی)
تپی (به لاتین: Tepi) یک منطقهٔ مسکونی در گرجستان است که در شهرداری کازبگی واقع شده‌است. تپی ۰ نفر جمعیت دارد و ۲٬۳۲۰ متر بالاتر از سطح دریا واقع شده‌است.